# Parasteatoda ducta
Parasteatoda ducta là một loài nhện trong họ Theridiidae.
Loài này thuộc chi Parasteatoda. Parasteatoda ducta được Chuandian Zhu miêu tả năm 1998.